# Fisheating Creek
Fisheating Creek ist ein Fließgewässer in Florida, der in den Lake Okeechobee mündet. Es ist der einzige verbliebene freifließende Wasserlauf, der in den See mündet und die zweitgrößte Quelle, die den See speist. Der größte Teil des Landes an dem Fluss befindet sich in öffentlichem Eigentum oder die Bebauung wird durch Umweltschutzverordnungen beschränkt. Der Unterlauf des Flusses ist weitgehend im ursprünglichen Zustand, am Oberlauf gibt es Bemühungen, einen natürlicheren Zustand wiederherzustellen.

## Beschreibung

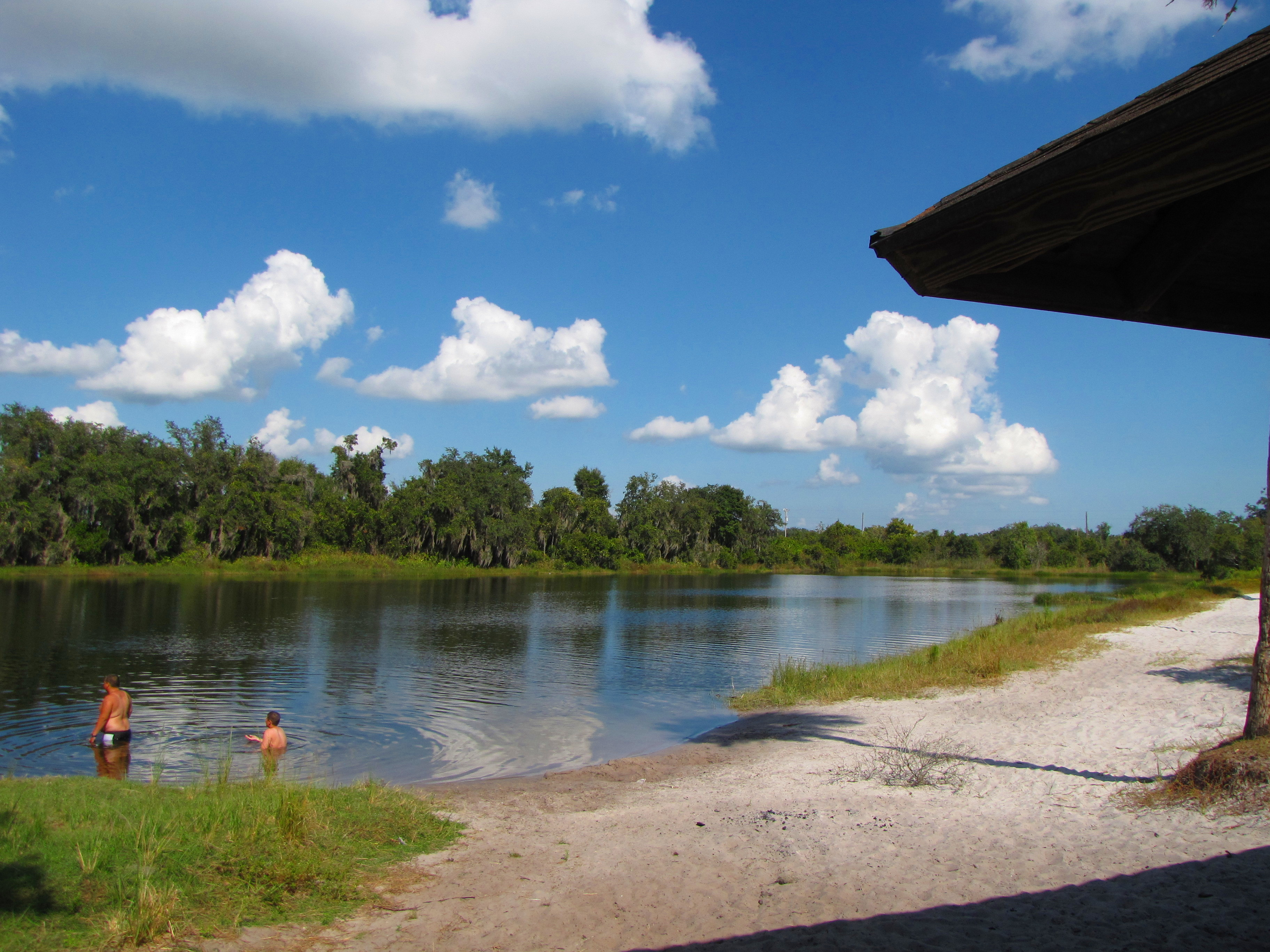
Schwimmer am Fisheating Creek

Der Name Fisheating Creek ist abgeleitet von seminolischen Namen für den Fluss, Thlothlopopka-Hatchee, was übersetzt werden kann als „der Fluss, an dem Fische gegessen werden“. Die Länge des Fisheating Creek wird unterschiedlich angegeben; sie reicht von 64 km bis 82 km. Das Gewässer fließt südwärts durch ein Gebiet im Südwesten des Highlands Countys, das Cypress Swamp genannt wird, und hinein in das Glades County, wo das Gewässer sich etwa zwei Kilometer nördlich der Glades County Road 731 ostwärts wendet und 32 km lang zum Lake Okeechobee fließt. Der Fluss verteilt sich auf den letzten acht Kilometern seines Laufes in der Cowbone Marsh, einem Marschland, bevor er in den See mündet. Fisheating Creek ist die zweitgrößte natürliche Süßwasserquelle für den Lake Okeechobee und trägt neun Prozent der Wassermenge bei, die in den See strömt.
Das Quellgebiet des Fisheating Creek bildet eine Reihe von beständigen Marschen im Highlands County westlich von Lake Placid. Jeder dieser Marschen quillt langsam über und gibt so Wasser ab an die nächsttieferliegende Marsch, bis schließlich der Fisheating Creek zustande kommt. Im 20. Jahrhundert durchzogen Gräben und ein Kanal diese Marschen und drainierten das Gebiet, um es in landwirtschaftliche Nutzflächen zu verwandeln. 2010 erwarb das Landwirtschaftsministerium der Vereinigten Staaten eine conservation easement über 26.000 Acre Land im Highlands County südlich der State Road 70 und plant das Land in diesem Gebiet in eine Marschlandschaft zurück zu verwandelt. Durch diese Maßnahme verbleibt zwar das Eigentum bei dem vorherigen Besitzer, der US-Regierung wird jedoch das dauerhafte Recht eingeräumt, über die Flächen zu Naturschutzzwecken zu verfügen. Die Bindungswirkung entspricht dabei etwa einer Grunddienstbarkeit nach deutschem Recht.
Fisheating Creek durchfließt eine Prärielandschaft, sowohl trocken als auch feucht, die von Süßwassersümpfen, sogenannten Hammocks – das sind leichte Erhebungen aus Kalkstein, die dicht von Bäumen bewachsen sind, Auenwälder und Flussauensümpfen geprägt sind. Menschliche Einflussnahme hat andere Flächennutzungen in das Gebiet gebracht, darunter auch Anpflanzungen von Eukalypten und Kiefern. 1842 wurde der Fisheating Creek in der Trockenzeit als großes Fließgewässer beschrieben, sehr „gewunden“, dessen Breite variiert von einem Bach bis zu einem Fluss. Der Lake Okeechobee wurde künstlich auf einem niedrigeren Niveau gehalten, als vor dem 20. Jahrhundert und so wurde ein großer Teil der Cowbone Marsh trockengelegt und in landwirtschaftliche Nutzflächen konvertiert. Der See wird fast völlig vom Herbert Hoover Dike umschlossen. Die einzige Lücke in dem Deich befindet sich am Fisheating Creek, wo der Deich den beiden Ufern des Flusses über eine Strecke von einigen Kilometern folgt, sodass der Creek der einzige nicht kontrollierte Zufluss des Sees ist.
Der Wasserlauf liegt fast vollständig innerhalb der Fisheating Creek Wildlife Management Area. Die einzigen Siedlungen in der Nähe des Fisheating Creek sind Palmdale in der Nähe der Stelle, an der U.S. Highway 27 den Wasserlauf überquert und Lakeport bei der Mündung des Creeks in den Lake Okeechobee. Siebenundzwanzig seltene Spezies leben im Einzugsgebiet des Fisheating Creek. Die Erhaltung des Ökosystems des Fisheating Creek gilt als entscheidend für das langfristige Überleben von Florida-Panther, Amerikanischer Schwarzbär, Schwalbenweih, Schreikranich, Kanadakranich, Schopfkarakaras und anderen Arten in der Region.

## Geschichte
Das Gebiet um den Fisheating Creek war von Angehörigen der Belle-Glade-Kultur schon um das Jahr 1000 vor unserer Zeitrechnung bewohnt. In dem Gebiet gibt es mehrere archäologische Stätten in dem Gebiet, von dem die bekannteste unter Fort Center bekannt ist. Sie wurde von etwa 450 vor Christus bis um 1700 bewohnt.
Fort Center ist eine Palisade aus Stämmen der Palmettopalme, die nach Lieutenant J. P. Center von der United States Armee benannt ist und während des Zweiten Seminolenkrieges gebaut wurde. Dieses Fort gab der archäologischen Stätte ihren Namen. 1842 erkundete eine Truppe von 83 Matrosen und Marinesoldaten der United States Navy unter der Führung von John Rodgers in 16 aus Holz gehauenen Kanus Key Biscayne aus die Everglades, Lake Okeechobee und sowohl den Kissimmee River hinauf bis zum Lake Tohopekaliga als auch den Fisheating Creek bis zum Ende seines offenen Wasserlaufes, bevor sie nach Key Biscayne zurückkehrte. Fort Center war damals bereits verlassen, und die Expeditionsteilnehmer mussten die Palisaden reparieren, als sie sich darin für einige Tage aufhielten. Die Erkundungsmission fand Beweise dafür, dass die Seminolen in der Gegend um den Fisheating Creek lebten, begegneten jedoch im Laufe der 60 Tage dauernden Erkundung keinem von ihnen. Fort Center wurde während des dritten Seminolenkrieges reaktiviert und diente als eine Station an der Militärstraße von Fort Myers nach Fort Jupiter, wobei ein Teil der Strecke die Verwendung von Kanus über den Lake Okeechobee hinweg vorsah.
Eine Untersuchung im Jahr 1881 ergab, dass das Umland des Fisheating Creek eines von fünf Gebieten in Florida bildete, das von Seminolen besiedelt war. Die nicht-indianische Besiedlung des Gebietes begann im 20. Jahrhundert; Lakeport an der Mündung des Fisheating Creek wurde 1915 gegründet. Die Zunahme der Bebauung um den Fisheating Creek vertrieb die verbliebenen Seminolen bis 1930 fast vollständig aus dem Gebiet, auch wenn die 1935 gegründete Brighton Seminole Indian Reservation in der Nachbarschaft zu dem Gewässer im Glades County liegt.

## Derzeitiger Status

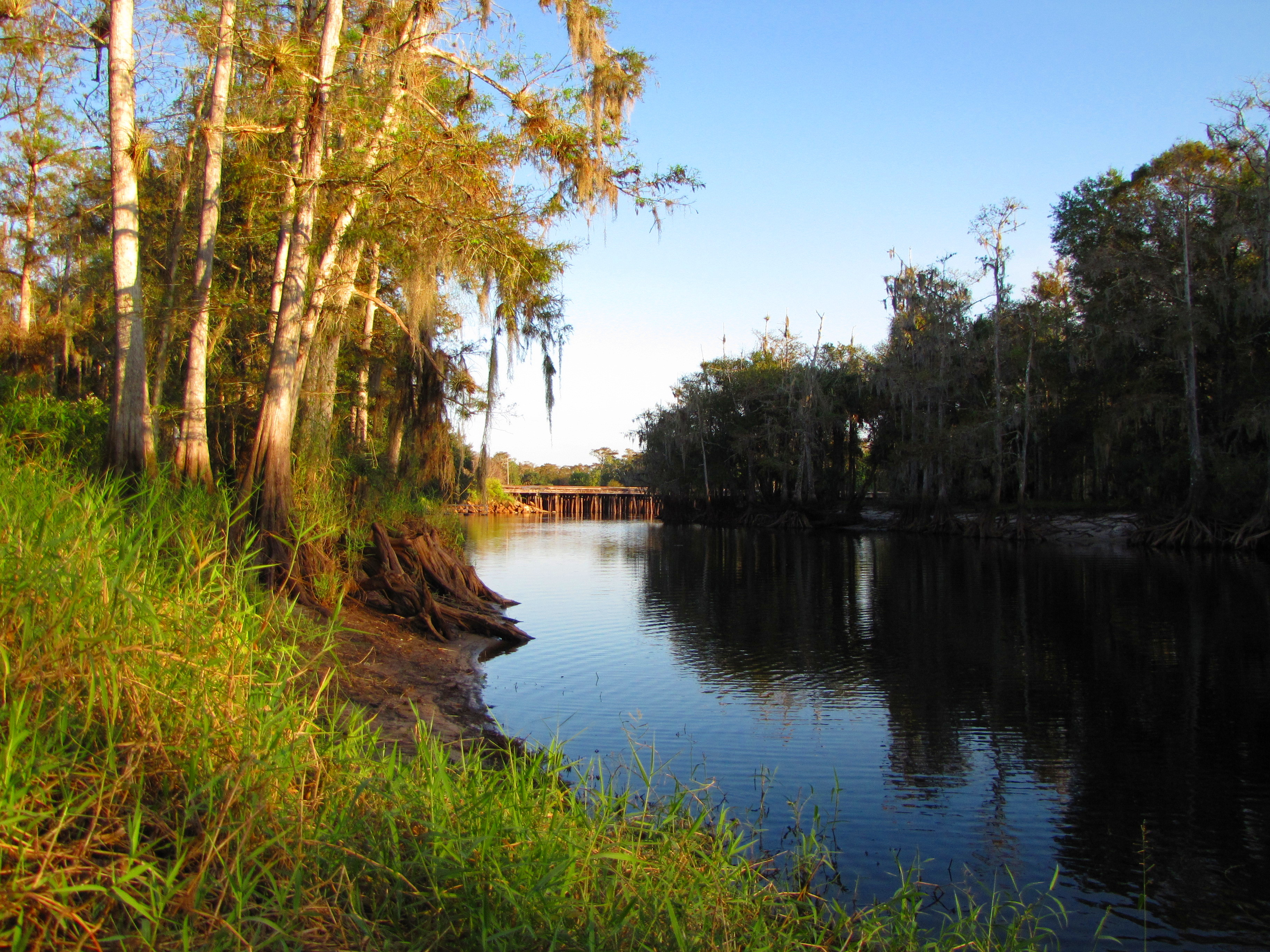
In der Nähe einer Eisenbahnbrücke

Lykes Brothers erwarben das Land um den Fisheating Creek zu Beginn des 20. Jahrhunderts und verwendeten es als weitgehend wenig erschlossene Viehweide. Das Unternehmen besaß 67 % des Landes im Glades County. Über viele Jahre hinweg erlaubte Lykes Brothers der Öffentlichkeit den Zugang zu dem Gewässer und auf das angrenzende Land, darunter waren ein Park am Ufer, ein Campingplatz und ein Kanuverleih in Palmdale und 76.000 Acre Land, das für die Allgemeinheit zum Jagen an den Bundesstaat Florida verleast wurde.
Lykes Brothers begannen damit, den öffentlichen Zugang zu deren Land am Fisheating Creek in den 1980er Jahren zu beschränken, offenbar als Reaktion auf die Zunahme von Vandalismus und Wilderei. Lykes Brothers erneuerten 1987 den Vertrag über die Wildlife Management Area nicht mehr, sondern verpachteten das Land an ein privates Unternehmen, das Gebühren für das Jagdrecht auf dem Land erhob. 1989 schlossen Lykes Brothers auch das Freibad, den Campingplatz sowie den Kanuverleih und errichteten Zäune und Tore, um den Zutritt zu dem vorher öffentlich zugänglichen Land zu verwehren. In dem Creek wurden Stämme und andere Hindernisse angebracht, um auch Booten die Einfahrt in das Gebiet unmöglich zu machen.
Im März 1989 erbrachen Einwohner des Glades County ein Tor an einer alten Zufahrtsstraße. Die Glades County Commission ordnete an, dass das Tor und der Zaun in der Nähe eingerissen wird und beanspruchte das fragliche Gebiet als dem County gehörend. Lykes Brothers verklagten daraufhin das County. Der Rechtsstreit konzentrierte sich schon bald auf die Frage, ob der Fisheating Creek ein schiffbares Gewässer ist oder nicht. Falls das Gewässer als schiffbar gilt, dann würde sein Flussbett bis zur Hochwassermarke dem Bundesstaat Florida gehören. 1998 entschied ein Gericht, dass dem so wäre und dass der Wasserlauf demzufolge im Eigentum des Staates stehe. Lykes Brothers bereiteten eine Berufungsklage vor, doch ein Vergleich zwischen dem Bundesstaat und dem Unternehmen beendete den Rechtsstreit.
Im Rahmen dieses Vergleiches bezahlte Florida 46,4 Millionen US-Dollar an Lykes Brothers für eine Fläche von 18.272 Acre (rund 74 km²) entlang des Flusses. Diese Fläche wurde dann zur Fisheating Creek Wildlife Management Area (WMA). Der Staat erwarb außerdem ein conservation easement für weitere 41.523 Acre (rund 168 km²), die Lykes Brothers gehörten. Der Vergleich verpflichtete den Bundesstaat auch zur Unterhaltung der Schiffbarkeit für Boote zwischen dem Lake Okeechobee und der Brücke des U.S. Highway 27 bei Palmdale. Motorfahrzeuge und jet-getriebene Wasserfahrzeug sind in der WMA untersagt, das Befahren mit Sumpfbooten ist in Teilen der Cowbone Marsh unzulässig. Auch das Jagen ist in dem Gebiet beschränkt.